# 22 Jump Street
22 Jump Street – amerykański film akcji z elementami komedii z 2014 roku w reżyserii Phila Lorda oraz Christophera Millera. Scenariusz opracowali Michael Bacall, Oren Uziel i Rodney Rothman. W rolach głównych wystąpili Jonah Hill, Channing Tatum, Peter Stormare i Ice Cube. Film był sequelem obrazu z 2012 r. pt. 21 Jump Street.

## Zarys fabuły
Źródło.
Bohaterami filmu są policjanci Schmidt (Jonah Hill) i Jenko (Channing Tatum). Obaj panowie po skończeniu szkoły średniej, otrzymują zadanie działania pod przykrywką w szkole wyższej. Plan wydaje się prosty, jednak wkrótce Jenko spotyka w szkolnej drużynie sportowej bratnią duszę, a Schmidt infiltruje środowisko bohemy artystycznej. Ich współpraca, partnerstwo i przyjaźń zostają wystawione na ciężką próbę. Teraz nie chodzi już tylko o to, aby prowadzić śledztwo. Obaj muszą ocenić, czy są dojrzali i dorośli do poważnych relacji.

## Obsada
Źródło.
- Jonah Hill jako Morton Schmidt
- Channing Tatum jako Greg Jenko
- Peter Stormare jako duch
- Ice Cube jako Kapitan Dickson
- Amber Stevens jako Maya Dickson
- Wyatt Russell jako Zook
- Jillian Bell jako Mercedes
- Jimmy Tatro jako Rooster
- Nick Offerman jako zastępca szefa Hardy
- Dave Franco jako Eric Molson (niewymieniony w czołówce)
- Rob Riggle jako Mr. Walters (niewymieniony w czołówce)
- Marc Evan Jackson jako Dr. Murphy
- The Lucas Brothers jako Kenny & Keith Yang
- Queen Latifah jako Mrs. Dickson (niewymieniona w czołówce)
- Diplo jako on sam
- Richard Grieco jako Dennis Booker

## Ścieżka dźwiękowa
Muzyka skomponowana przez Marka Mothersbaugha została wydana w formie albumu w limitowanym nakładzie wynoszącym 2 000 egzemplarzy nakładem wytwórni La-La Land Records.
Niektóre dodatkowe utwory, które zostały użyte w filmie wydano na ścieżce dźwiękowej 10 czerwca 2014 roku. Płyta zadebiutowała na 4. miejscu amerykańskiej listy sprzedaży Dance/Electronic Albums oraz na 6. pozycji notowania Top Soundtracks.